# Haroszki
Haroszki (biał. Гарошкі; ros. Горошки, Goroszki) – wieś na Białorusi, w obwodzie mińskim, w rejonie mińskim, w sielsowiecie Łoszany.